# Trichopeziza viridula
Trichopeziza viridula är en svampart som beskrevs av Grelet 1953. Trichopeziza viridula ingår i släktet Trichopeziza och familjen Hyaloscyphaceae.   Inga underarter finns listade i Catalogue of Life.